# Аджі Рустам Іванович
Рустам Іванович Аджі (нар. 3 березня 1973, Жданов (тепер Маріуполь) — український борець греко-римського стилю, чемпіон та бронзовий призер чемпіонатів світу, бронзовий призер чемпіонату Європи, учасник двох Олімпійських ігор. Заслужений майстер спорту України з греко-римської боротьби. Перший в історії незалежної України чемпіон світу з греко-римської боротьби.

## Біографія
Народився у Маріуполі, що на той час називався Жданов. Батько — росіянин, Іван Ілліч Тінтун, мати — циганка, Земфіра Асанівна Аджі. Через те, що батьки жили у громадянському шлюбі, Рустам був записаний на прізвище матері. Себе вважає циганом. Крім Рустама в подружжя було ще п'ятеро дітей. Всі вісім членів родини жили у невеликій двокімнатній квартирі з водою і туалетом на вулиці. Дитинство було бідним, бо батько був простим робітником з благоустрою парку, мати, як і багато інших представниць її національності, ворожила, або торгувала чимось.
Боротьбою почав займатися з 1982 року. Перший тренер — Микола Пустовалов, згодом тренувався у Геннадія Узуна. Останній допоміг Рустаму переселитися до гуртожитку, через те, що хлопцю було важко повноцінно займатися спортом і жити в тісній без зручностей квартири, в якій було завжди гамірно, і, до того ж, палили. Згодом дещо поліпшилося і матеріальне становище спортсмена, який почав отримувати збалансоване харчування на зборах, що проходили по сім-вісім разів на рік. Коли Аджі став чемпіоном Радянського Союзу, отримував більш-менш пристойну зарплату.
У 1992 році став віце-чемпіоном Європи серед молоді. Виступав за борцівські клуби «Азовмаш» та «Гелікон» (обидва Маріуполь). Чемпіон (1993–94, 1998) та володар Кубка (1998—2000) України. Відразу ж після його перемоги на чемпіонаті світу 1995 року до Рустама Аджі підійшов чемпіон світу, олімпійський чемпіон, президент Федерації спортивної боротьби Росії Михайло Маміашвілі і запропонував квартиру в Москві і хорошу зарплату, тільки щоб Рустам переїхав до Росії. Аджі відмовився, бо не хотів бути невдячним тренерам і клубу, що так багато для нього зробили. Натомність президент клубу «Азовмаш» Олександр Савчук вручив чемпіони ключі від машини і трикімнатної квартири.
У 2004 році після декількох поразок від молодого Володимира Шацьких, що згодом стане другим після Аджі українським чемпіоном світу з греко-римської боротьби, Рустам завершує виступи. Хоча на той момент йому було лише 31 рік — невеликий вік для борця, Аджі вирішує не брати участі в змаганнях, оскільки вважає неприйнятним для себе не бути першим. До того часу він заочно закінчив Донецький інститут фізкультури. Спортсмен переходить на тренерську роботу. Стає тренером Спортивного клубу «Азовмаш», з 2005 почав тренувати молодіжну збірну України з греко-римської боротьби. За 5 років збірна команда України, очолювана Аджі, завоювала 27 медалей на чемпіонатах Європи та світу.

## Спортивні результати на міжнародних змаганнях

### Виступи на Олімпіадах
| Змагання                    | Збірна  | Вагова категорія                 | Місце |
| --------------------------- | ------- | -------------------------------- | ----- |
| Літні Олімпійські ігри 1996 | Україна | греко-римська боротьба, до 68 кг | 13    |
| Літні Олімпійські ігри 2000 | Україна | греко-римська боротьба, до 69 кг | 8     |

### Виступи на Чемпіонатах світу
| Змагання                        | Збірна  | Вагова категорія                 | Місце  |
| ------------------------------- | ------- | -------------------------------- | ------ |
| Чемпіонат світу з боротьби 1994 | Україна | греко-римська боротьба, до 68 кг | 8      |
| Чемпіонат світу з боротьби 1995 | Україна | греко-римська боротьба, до 68 кг | Золото |
| Чемпіонат світу з боротьби 1997 | Україна | греко-римська боротьба, до 69 кг | 8      |
| Чемпіонат світу з боротьби 1998 | Україна | греко-римська боротьба, до 69 кг | 16     |
| Чемпіонат світу з боротьби 1999 | Україна | греко-римська боротьба, до 69 кг | 8      |
| Чемпіонат світу з боротьби 2001 | Україна | греко-римська боротьба, до 69 кг | Бронза |

### Виступи на Чемпіонатах Європи
| Змагання                         | Збірна  | Вагова категорія                 | Місце  |
| -------------------------------- | ------- | -------------------------------- | ------ |
| Чемпіонат Європи з боротьби 1994 | Україна | греко-римська боротьба, до 68 кг | 4      |
| Чемпіонат Європи з боротьби 1996 | Україна | греко-римська боротьба, до 68 кг | 14     |
| Чемпіонат Європи з боротьби 1997 | Україна | греко-римська боротьба, до 69 кг | Бронза |
| Чемпіонат Європи з боротьби 1998 | Україна | греко-римська боротьба, до 69 кг | 4      |
| Чемпіонат Європи з боротьби 2001 | Україна | греко-римська боротьба, до 76 кг | 19     |
| Чемпіонат Європи з боротьби 2002 | Україна | греко-римська боротьба, до 74 кг | 4      |

### Виступи на інших змаганнях
| Змагання                           | Збірна  | Вагова категорія                 | Місце  |
| ---------------------------------- | ------- | -------------------------------- | ------ |
| Кубок Вантаа з боротьби 1997       | Україна | греко-римська боротьба, до 76 кг | Срібло |
| Гран-прі Німеччини з боротьби 2003 | Україна | греко-римська боротьба, до 74 кг | Золото |

### Виступи на змаганнях молодших вікових груп
| Змагання                                      | Збірна  | Вагова категорія                 | Місце  |
| --------------------------------------------- | ------- | -------------------------------- | ------ |
| Чемпіонат світу з боротьби серед юніорів 1991 | СРСР    | греко-римська боротьба, до 63 кг | 4      |
| Чемпіонат Європи з боротьби серед молоді 1992 | Україна | греко-римська боротьба, до 68 кг | Срібло |
| Чемпіонат світу з боротьби серед молоді 1993  | Україна | греко-римська боротьба, до 68 кг | 5      |

## Державні нагороди
- Медаль «За працю і звитягу» (2013) — за підготовку бронзового призера з греко-римської боротьби на літній Універсіаді 2013 Дмитра Пишкова[2].